# شبروف
شبروف (به لاتین: Šeberov) یک منطقهٔ مسکونی در جمهوری چک است که در پراگ ۴ واقع شده‌است.